# Neues Haus (Schelklingen)

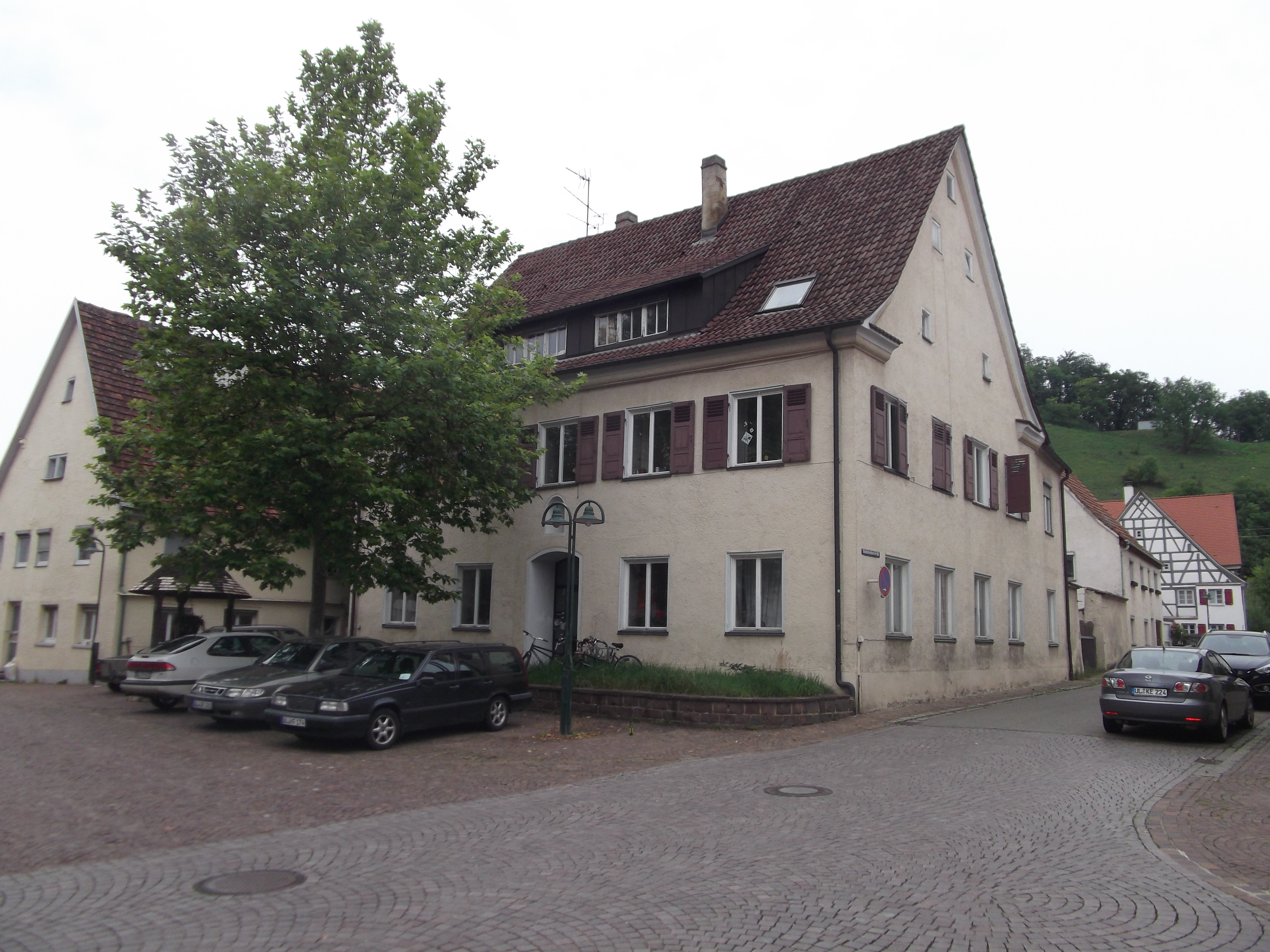
Neues Haus 2014, Südansicht

Als Neues Haus wurde das Wohnhaus des Hofmeisters des Klosters Urspring Franz Xaver Schalch in der Stadt Schelklingen im Alb-Donau-Kreis in Baden-Württemberg bezeichnet.

## Lage und historische Bedeutung

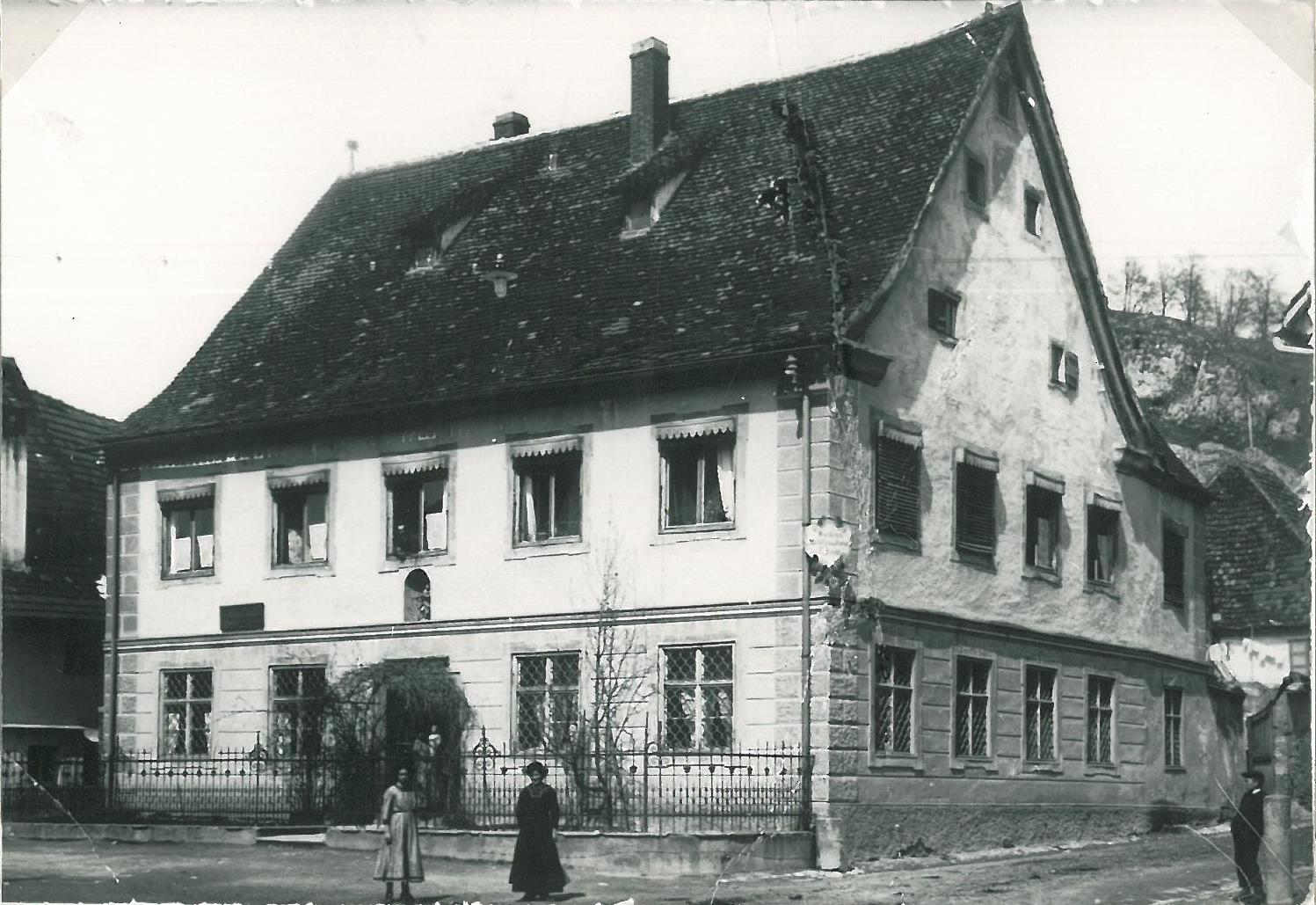
Neues Haus vor 1914, Südansicht

Das Neue Haus, erbaut in den Jahren vor 1717, ist eines der wenigen Barockgebäude in Schelklingen, welches in Zusammenhang mit der Bautätigkeit des Klosters Urspring und dem Einfluss der Familien der im Kloster untergebrachten adligen Nonnen steht. Als eines von drei Barockhäusern in Schelklingen ist es architekturgeschichtlich und historisch das Bedeutendste. So wurde es bereits nach der Fertigstellung wegen seiner Schönheit und für Schelklingen ungewöhnlichen Prachtentfaltung von der Schelklinger Bevölkerung als besonders „kostbar“ betrachtet im Gegensatz zu den sonstigen ärmlichen Schelklinger Behausungen.
Das Haus bildet ein Eckhaus zwischen Bemmelbergergasse (ehemals Lange Straße) und Stadtschreibereigasse. Die Traufseite ist der Bemmelbergergasse bzw. dem Platz beim Hinteren Brunnen zugewendet. Die Giebelseite liegt an der Stadtschreibereigasse. Der Hof war ehemals mit einer hohen Mauer versehen. Im Hofraum stand bis 1920 eine große Scheuer.

## Geschichte
Das Neue Haus war das Privatwohnhaus des Hofmeisters des Klosters Urspring, Franz Xaver Schalch (um 1680–1730) aus Landsberg am Lech.

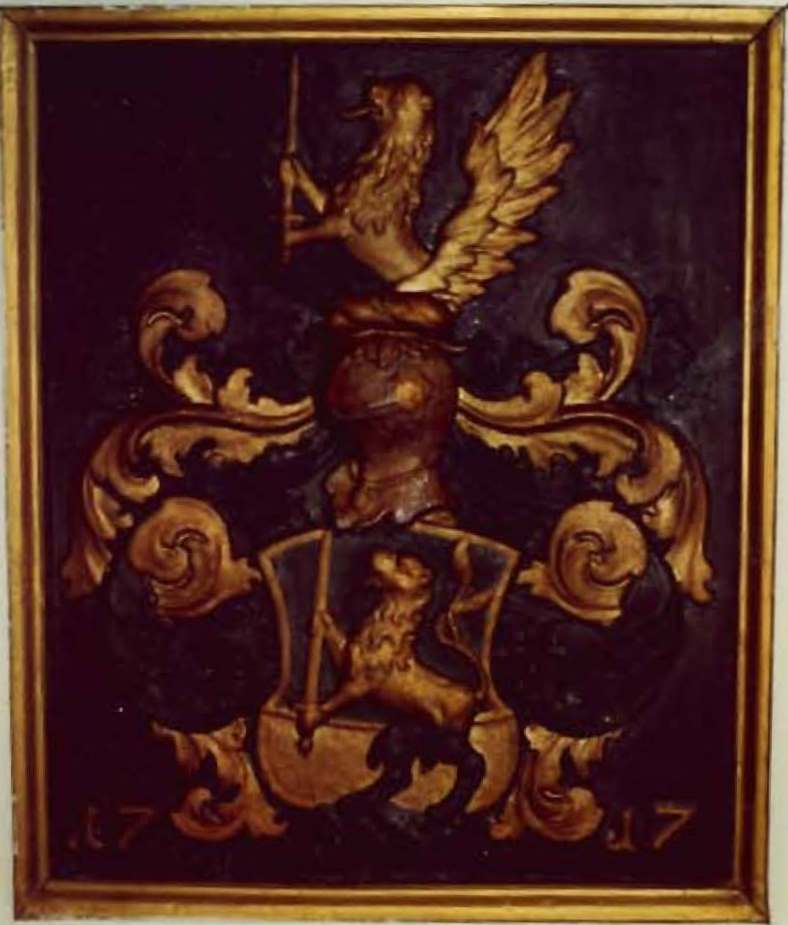
Wappen des Franz Xaver Schalch von 1717 in der kassettierten Felderdecke des südwestlichen Wohnraums im ersten Stockwerk des Neuen Hauses

Man nimmt an, dass das Gebäude um 1717 fertiggestellt wurde, da das Schalchsche Wappen auf der kassettierten Felderdecke im Südwestzimmer des ersten Stocks diese Jahreszahl trägt. Der Hofmeister Franz Xaver Schalch führte Wappen und Siegel. Das Familienwappen wurde am 28. August 1663 einem Wilhelm Schalch verliehen. Dieser war Schreiber im Kollegium der Jesuiten in München (Jesuitengymnasium) und im Markt Miesbach in Oberbayern geboren. Der Wappenbrief wurde durch Hieronimus Störz, Hofkanzler des bayerischen Kurfürsten in München mit Privileg Kaiser Leopolds I. von Habsburg verliehen. Wilhelm Schalch müsste rechnerisch ein Großvater Franz Xaver Schalchs gewesen sein. Das Neue Haus war das Privatwohnhaus Schalchs und war anfänglich kein urspringisches Amtshaus.
Bereits zu Schalchs Lebzeiten begann ein heftiger Streit zwischen ihm und der Stadt Schelklingen, welcher sich bis auf das Jahr 1715 urkundlich zurückverfolgen lässt, die Zeit des Baus des Hauses. Dieser Bau scheint ein Dorn im Auge des Schelklinger Bürgermeisters und der Schelklinger Bevölkerung gewesen zu sein. Die Schelklinger warfen dem Hofmeister vor, er habe sein Bürgerrecht in Schelklingen ausgeweitet, indem er zusätzlich zum Bau des Hauses „sub titulo civis“ (unter dem Rechtstitel eines Bürgers) Güter angeschafft und vermehrt habe um „schlussendlich seine sämtlichen Güter dem Gotteshaus Urspring in die Hände zu spielen“.  Weiter wurde argumentiert, „das kostbare Haus (…) würde sich zur armen Stadt Schelklingen fast gar nicht schicken“.

Nach Schalchs Tod im Jahre 1730 heiratete seine Witwe im selben Jahr den neuen Hofmeister Franz Albrecht Jehle. Der Streit mit der Stadt ging anschließend weiter. Denn Jehle verkaufte am 5. Juli 1734 sämtliche von seiner Frau angeheirateten Güter sowie das „Neue Haus“ an das Kloster Urspring für 8.000 fl.

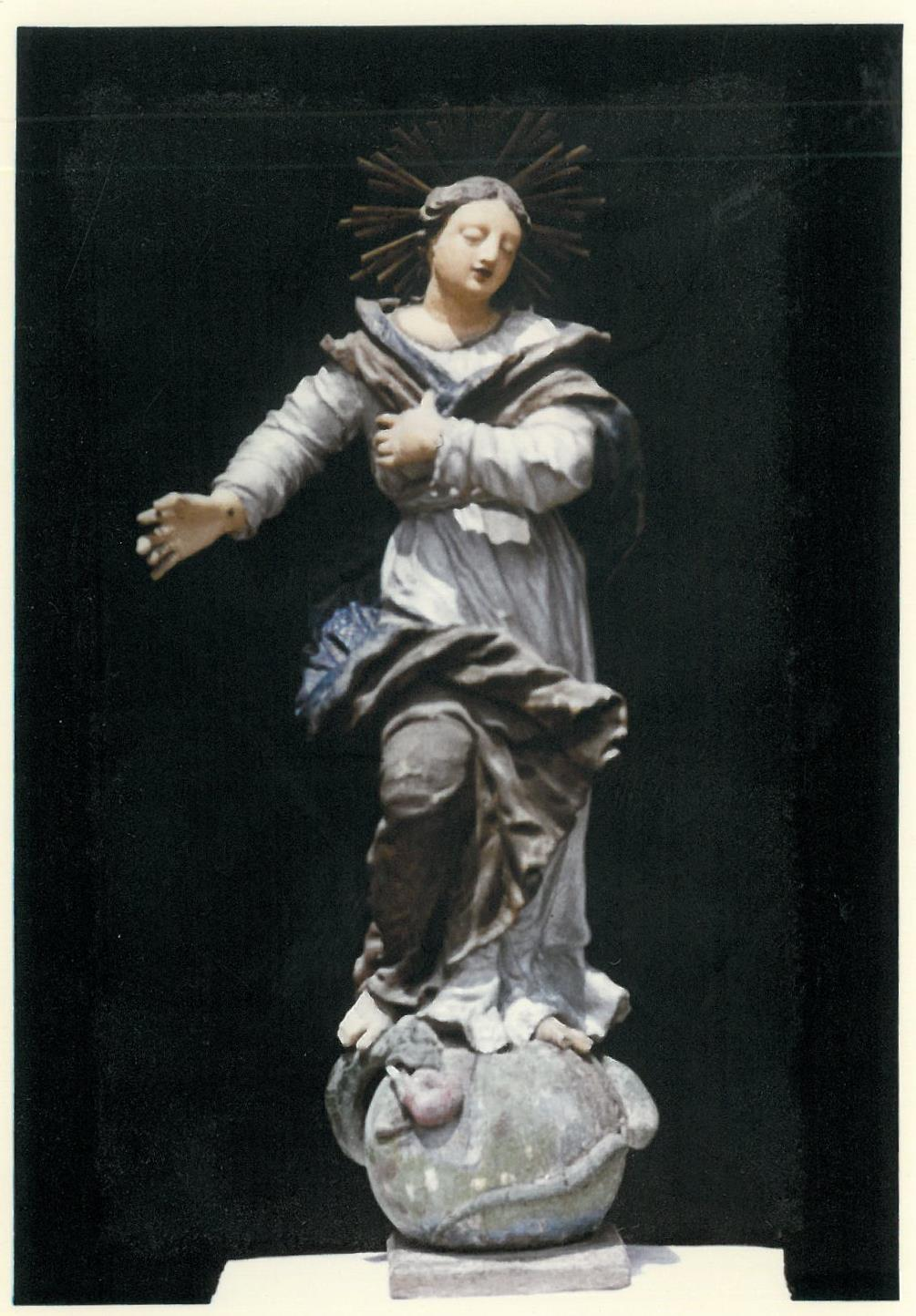
Madonna von Anselm Storr OSB (1702) mit originaler Farbfassung, welche sich in den Madonnennische über dem Hauseingang des Neuen Hauses befand

Schelklingen legte bei der vorgesetzten Behörde Protest ein, welcher aber wirkungslos blieb. Die Motive beider Parteien lagen darin begründet, dass das Kloster Urspring innerhalb der Klostermauern zu wenig Raum zur Unterbringung aller seiner Bediensteten hatte und auf Häuser in Schelklingen angewiesen war. Die Urspringer Vorstadt mit ihren vier Häusern reichte schon im Spätmittelalter nicht mehr aus, um die Kapläne der Familienaltäre der Klosterkirche unterzubringen. Schelklingen dagegen war bestrebt, die wirtschaftliche Übermacht des Klosters und seinen Einfluss im Städtchen zu begrenzen. Durch den Übergang des „Neuen Hauses“ und des dazugehörigen großen Besitzes an Äckern und Feldern an das Kloster wurde die Strategie der Stadt, den Besitz des Klosters in der Stadt zu begrenzen, ins Gegenteil verkehrt.
Am 26. März 1783 verkaufte das Kloster Urspring das Neue Haus (zusammen mit dem Rennhof)  an den Schelklinger Lehensherrn, Graf Franz Ludwig Schenk von Castell zu Oberdischingen.  Dieser wünschte, das Neue Haus anstelle des Bemelberger Schlössle als Lehenshaus von den vorderösterreichischen Behörden anerkannt zu bekommen. Er machte in seiner Eingabe den Vorschlag, das Oberamt Altdorf solle die beiden Häuser besichtigen lassen. Hierzu wurden zwei Ehinger Maurermeister beauftragt, die über den eingenommenen Augenschein am 12. März 1783 berichteten und eine Bauaufnahme erstellten. Freiburg stimmte am 5. Juli 1783 zu, das Neue Haus anstatt des bislang zum Lehen gehörigen Bemelberger Schlössle ins Lehen aufzunehmen.
In dem Gutachten wurden die Vorzüge des Neuen Hauses gegenüber dem Bemelberger Schlössle und die damit einhergehende Aufwertung des Lehens durch den Tausch hervorgehoben. Das Neue Haus sei aus Stein erbaut, bequemer ausgestattet und außerdem erheblich wertvoller als das aus Holz erbaute Bemelberger Schlössle. Das Neue Haus wurde mit 1.947 fl veranschlagt, das Bemelberger Schlössle dagegen nur mit 534 fl.
Das Haus wurde im Laufe der Zeit wegen seiner Pracht und seiner barocken Modernität „das Neue Haus“ genannt. Im Laufe der Jahrzehnte ging dieser Name im kollektiven Gedächtnis der Schelklinger Bevölkerung allerdings verloren. Später wurde es nach dem jeweiligen Besitzer bezeichnet so z. B. in den Kunst- und Altertumsdenkmälern des Königreichs Württemberg nach dem damaligen Besitzer „Mühleysenhaus“.

## Heutiger Zustand
Spätere Baumaßnahmen haben an dem 1783 und vor 1914 noch weitgehend originalen Baubestand vieles verändert. Gegenüber dem ursprünglichen Zustand hat das Haus viel von seinem ehemaligen Glanz verloren. Fehlgeleitete Modernisierungsmaßnahmen, wohl erst in den 1960er Jahren, haben den Barockcharakter des Hauses verblassen lassen, allerdings ohne die wesentliche Substanz zu zerstören. Die durch verschiedene Putzformen wie auch farblich reich gegliederte Fassade wurde völlig verändert, die eisernen Fenstergitter im Erdgeschoß entfernt, die Haustüre wie auch die gesamte Inneneinrichtung modernisiert. Der 1920 noch vorhandene Stadel im Hof wurde (nach 1920, wohl erst in den 1960er Jahren) abgebrochen, ebenso die Nord- und Westmauer. Das zweiflügelige Hoftor aus Holzbrettern, welches bis zur Höhe der Hofmauer reichte (ca. 4 Meter Höhe), wurde bereits vor Juli 1978 durch ein niederes eisernes Gitter ersetzt. Die Pforte neben dem Hoftor ist schon seit langem vermauert und wurde 1982 zufällig bei Straßenarbeiten in der Stadtschreibereistraße durch Herunterschlagen des Putzes aufgedeckt.

## Heutige Nutzung
Das Gebäude ist bis heute im Wesentlichen baulich erhalten. Es befindet sich in Privatbesitz und wird als Wohnhaus genutzt.
Das Gebäude steht unter Denkmalschutz und wurde in die Liste der Schelklinger Baudenkmale eingetragen.